# Adro (Itália)
Adro é uma comuna italiana da região da Lombardia, província de Bréscia, com cerca de 6.416 habitantes. Estende-se por uma área de 14 km², tendo uma densidade populacional de 458 hab/km². Faz fronteira com Capriolo, Cazzago San Martino, Corte Franca, Erbusco, Iseo, Palazzolo sull'Oglio, Paratico.

## Demografia
| Variação demográfica do município entre 1861 e 2011                               |
|                                                                                   |
| Fonte: Istituto Nazionale di Statistica (ISTAT) - Elaboração gráfica da Wikipedia |